# Out of Ashes
Out of Ashes (в переводе с англ. — «Из пепла») — единственный студийный альбом американской рок-группы Dead by Sunrise, основанной вокалистом Linkin Park Честером Беннингтоном и участниками группы Julien-K. Альбом был продан в США тиражом в 17000 копий.

## История релиза
Самой первой песней, доступной задолго до официального релиза Out of Ashes стала «Morning After» (она стала бонус-треком к альбому). Изначально эта песня исполнялась на концертах Linkin Park в акустическом варианте, а ремикс группы Julien-K был включён в саундтрек к фильму Другой мир: Эволюция.
Сначала релиз альбома был намечен на 2006 год, когда группа была известна под названием Snow White Tan. Вскоре релиз был перенесён на 2007 год. Спустя некоторое время по радио было объявлено, что над сольным альбомом Беннингтона всё ещё ведутся работы и появится он в течение весны 2008 года. Затем в интервью Rolling Stone Честер заявил, что надеется увидеть альбом в 2009 году. Также в интервью с Orange County Register он сказал, что будет работать над записью альбома одновременно при написании четвёртого студийного альбома Linkin Park.
Первый сингл с альбома «Crawl Back In» вышел 18 августа 2009 года. Второй сингл «Fire» был выпущен 4 декабря 2009. Третий и последний сингл стал трек «Let Down», выпущенный 18 декабря 2009. Релиз альбома состоялся 30 сентября 2009 года в Японии, затем 13 октября альбом появился на прилавках уже всех магазинов мира.
Песни «Inside of Me» и «Too Late» также планировалось издать в качестве синглов, однако этого так и не произошло.

## Саундтреки
| Год  | Фильм                | Песня                            |
| ---- | -------------------- | -------------------------------- |
| 2006 | Другой мир: Эволюция | «Morning After» (Julien-K Remix) |
| 2009 | Тадзёмару            | «Fire»                           |
| 2010 | Пила 3D              | «Condemned»                      |
| 2010 | Монга                | «Let Down»                       |

Трек «Crawl Back In» изначально планировалось включить в саундтрек к фантастическому боевику «Трансформеры: Месть падших» режиссёра Майкла Бэя, но по неизвестной причине Беннингтон отказался от этой идеи.

## Список композиций
| №   | Название             | Длительность |
| --- | -------------------- | ------------ |
| 1.  | «Fire»               | 3:50         |
| 2.  | «Crawl Back In»      | 3:04         |
| 3.  | «Too Late»           | 2:59         |
| 4.  | «Inside of Me»       | 2:18         |
| 5.  | «Let Down»           | 3:58         |
| 6.  | «Give Me Your Name»  | 4:56         |
| 7.  | «My Suffering»       | 2:39         |
| 8.  | «Condemned»          | 2:32         |
| 9.  | «Into You»           | 3:23         |
| 10. | «End of the World»   | 3:56         |
| 11. | «Walking in Circles» | 4:43         |
| 12. | «In the Darkness»    | 5:27         |

| №   | Название        | Длительность |
| --- | --------------- | ------------ |
| 13. | «Morning After» | 3:29         |

| №   | Название                                     | Длительность |
| --- | -------------------------------------------- | ------------ |
| 14. | «End of the World (World War Inferno Remix)» |              |
| 15. | «Inside of Me (World War Inferno Remix)»     |              |
| 16. | «Into You (World War Inferno Remix)»         |              |

## Участники записи
- Честер Беннингтон — вокал, гитара, клавишные
- Райан Шак — соло-гитара, программирование, бэк-вокал
- Амир Дерак — гитара, синтезатор, битбокс в песне «In the Darkness»
- Брэндон Бельский (Brandon Belsky) — бас-гитара, синтезатор
- Элиас Андра (Elias Andra) — ударные
- Энтони «Марихуана» Валкич (Anthony «Fu» Valcic) — клавишные, синтезатор

## Чарты
| Максимальная позиция | Максимальная позиция | Максимальная позиция | Максимальная позиция | Максимальная позиция | Максимальная позиция | Максимальная позиция | Максимальная позиция | Максимальная позиция | Максимальная позиция | Максимальная позиция | Сертификации         |
| US                   | US Rock              | US Digital           | US Alt.              | US HR                | UK                   | AUT                  | CHE                  | FRA                  | GER                  | NLD                  | Сертификации         |
| -------------------- | -------------------- | -------------------- | -------------------- | -------------------- | -------------------- | -------------------- | -------------------- | -------------------- | -------------------- | -------------------- | -------------------- |
| 29                   | 12                   | 9                    | 9                    | 5                    | 74                   | 11                   | 18                   | 109                  | 5                    | 82                   | - US продажи: 50,000 |